# Giorgi Charaiszwili
Giorgi Charaiszwili (gruz. გიორგი ხარაიშვილი, ur. 29 lipca 1996 w Marneuli) – gruziński piłkarz występujący na pozycji pomocnika lub skrzydłowego w węgierskim klubie Ferencvárosi TC oraz w reprezentacji Gruzji.

## Sukcesy

### Klubowe
Ferencvárosi TC
- Mistrz Węgier: 2020/2021